# Harald Marx (Kunstwissenschaftler)
Harald Marx (* 13. Februar 1942 in Berlin) ist ein deutscher Kunsthistoriker.

## Leben und Werk
Harald Marx studierte von 1961 bis 1966 Kunstgeschichte an der Humboldt-Universität zu Berlin. Ab 1966 war er an der Gemäldegalerie Alte Meister der Staatlichen Kunstsammlungen Dresden als Wissenschaftlicher Assistent tätig, seit 1980 als Kustos und seit 1991 als deren Direktor. 1971 wurde Marx mit seiner Dissertation Zur dekorativen Malerei des 18. Jahrhunderts in Sachsen an der Universität Halle promoviert. Er wurde 1996 Honorarprofessor für Kunstgeschichte an der Technischen Universität Dresden. Im Jahr 2009 ging er in den Ruhestand.
Harald Marx war von 2001 bis 2004 Kurator der unter dem Titel Glaube und Macht – Sachsen im Europa der Reformationszeit in Torgau stattgefundenen 2. Sächsischen Landesausstellung. Er gestaltete Ausstellungen wie „Louis de Silvestre“, „Deutsche Kunst der Dürerzeit“ oder „Bergbau und Kunst in Sachsen“ und veröffentlichte Bücher über Kunstgeschichte und Galerien, zum Beispiel Gemäldegalerie Alte Meister Dresden: Sammlung, Bau, Geschichte.
In seiner letzten Sonderausstellung „Wunschbilder. Sehnsucht und Wirklichkeit. Malerei für Dresden im 18. Jahrhundert“ 2009 in Dresden waren 217 Werke inklusive 50 Leihgaben unter anderem aus St. Petersburg, Paris, Versailles, Budapest, Brüssel, Graz, Wien, Berlin und Potsdam zu sehen, darunter Veduten, Porträts, Landschafts- und Historienmalereien, die vom bürgerlichen und höfischen Leben im 18. Jahrhundert in Sachsen künden und zum Teil noch nie oder seit vielen Jahrzehnten nicht mehr in Dresden zu sehen waren.
Harald Marx ist verheiratet und hat zwei Töchter.

## Auszeichnungen
- 1998: Offizierskreuz der französischen Ehrenlegion
- 2014: Sächsischer Verdienstorden

## Veröffentlichungen (Auswahl)
- Zur dekorativen Malerei des 18. Jahrhunderts in Sachsen. Dissertation Universität Halle 1971.
- Altfranzösische Bildteppiche (= Seemann Kunstmappe). Seemann, Leipzig 1979.
- Stilleben als Augentäuschung, Trompe-l’œil (= Seemann Kunstmappe). Seemann, Leipzig 1985.